# Kamerunská unie
Kamerunská unie (anglicky Cameroonian Union, francouzsky Union camérounaise, UC) byla politická strana působící na území Francouzského Kamerunu a bojující za nezávislost země.

## Historie
Kamerunská unie byla založena roku 1958 Ahmadouem Ahidjem odtržením od Kamerunského demokratického bloku André-Marie Mbidy. Pod Ahidjovým vedením byla UC připravena spolupracovat s Francouzi, aby dosáhla svých cílů sjednoceného a nezávislého Kamerunu.
Aliance vznikla z politiků pocházejících ze středu a jihu země a z magnátů muslimských Fulbů jako hlavní politická strana usilující o nezávislost. Nejdříve strana získala ve volbách pouze těsnou většinu a byla nucena vládnout v koalici. V roce 1963 se však sloučila se svými koaličními partnery a stala se do značné míry dominantní stranou. Během parlamentních voleb v roce 1964 získala ve východním Kamerunu 98 % hlasů a během prezidentských voleb v roce 1965 získal kandidát koalice UC-KNDP Ahmadou Ahidjo 99,95 % hlasů. Až do roku 1966, kdy se sloučila s KNDP, byla UC dominantní politickou stranou ve frankofonní části Kamerunu. V roce 1966 vznikla politická strana Kamerunský národní svaz, která se stala jedinou legální stranou v zemi.